# Luca Longobardi
Luca Longobardi (San Lucido, 26 novembre 1976) è un pianista, compositore e visual artist italiano.
I suoi lavori uniscono la prassi compositiva ed esecutiva del repertorio classico ad un’apertura contemporanea del linguaggio multimediale.

## Biografia

### Formazione
Si forma presso il Conservatorio San Pietro a Majella di Napoli dove studia pianoforte con il Maestro Luigi Averna fino al Diploma che consegue con il massimo dei voti. Presso lo stesso Istituto studia Composizione e Musica elettronica. Nel 1999 si trasferisce a New York per studiare sotto la guida del Maestro Zenon Fishbein alla Manhattan School of Music dove si laurea in soli due anni. Il suo interesse per il recupero delle fonti audio su supporti analogici lo porta a conseguire nel 2011 il Dottorato di Ricerca in Tecnologie Digitali e Metodologie per la Ricerca sullo Spettacolo presso il Dipartimento di Storia dell'Arte e Spettacolo dell’Università La Sapienza di Roma, approfondendo nuove metodologie e innovazione per la digitalizzazione e il restauro dell’audio.

### Performance
Come interprete ed esecutore ha suonato sia in Italia che all’estero come solista, solista con orchestra e in formazioni da camera.
La sua carriera di compositore inizia sotto la guida esperta di Roberto De Simone: entra infatti giovanissimo nella "Bottega di composizione" del Maestro e con il collettivo firma Te voglio bene assaje, omaggio a Donizetti in forma di balletto che è stato rappresentato al Teatro San Carlo di Napoli e al Teatro alla Scala di Milano. Tra il 2002 al 2005 lavora come maestro accompagnatore al ballo presso il Teatro San Carlo di Napoli. Negli anni in cui la direzione della compagnia è affidata a Elisabetta Terabust ha composto ed eseguito dal vivo i brani per pianoforte e pianoforte e voce del balletto Barmoon di Fabrizio Monteverde, creazione per il regio del 2005. Per la coreografa Laura Martorana firma invece le musiche originali di Prima del Piede il Passo, spettacolo di teatro-danza con testi di Erri De Luca commissionato e realizzato per il Banch - Ballet Nacional Chileno.
Il lavoro in produzioni di danza contemporanea lo avvicinano alle arti visuali, al light design e alla regia, dando inizio ad un percorso di ricerca e sperimentazione che lo porteranno ad una lettura multimediale del suono e delle immagini che presenterà nei suoi live come idea di teatro totale. Primo approccio a questo concetto è lo Showcase 29|33 MicroBasicMacro, una performance live dove musica, live painting e danza contemporanea si plasmano in un contesto di improvvisazione in location sempre diverse per grandezza e destinazione d’uso. Dai locali della scena underground di Roma fino ai teatri indipendenti, lo spettacolo muta e si adegua tenendo come scopo vivo e principale il rapporto con il pubblico che viene spesso coinvolto come parte attiva delle performance.
La sperimentazione elettronica prende sempre più spazio nella sua produzione musicale e diventa fonte di ispirazione per installazioni multimediali in solo e in collettivo. Tra questi si ricordano: Jeudi – visioni sonore, un percorso installativo live di esecuzioni dal vivo A/V apre presso la galleria d’arte Canova22 (Roma) con 15 repliche in sold out; Un Quinto Corpo, video installazione e live performance di Massimiliano Siccardi e Ginevra Napoleoni nella quale presenta un percorso multi-output di ascolto e un live generativo; The Biber Project, performance live creata per Nero Gallery presso il Lanificio 159 (Roma) nella quale il pubblico, tramite l’interattività con alcune App, contribuisce alla sperimentazione compositiva del repertorio barocco; 2357, sonorizzazione del solo show di Fabio Timpanaro Jupiter in Mars presentato all'interno dello spazio Fondaco del Festival del Cinema di Roma. Il brano generativo multi-output elabora in tempo reale una ricerca timbrica e metrica ispirate dall’immaginario sonoro di David Lynch.
Dal 2012 al 2020 firma la regia musicale a la colonna sonora originale degli spettacoli immersivi scritti da Gianfranco Iannuzzi, Renato Gatto e Massimiliano Siccardi. I quindici titoli sono rappresentati a Carrières de Lumières a Baux-de-Provence, dell’Atelier des Lumières a Parigi, Bunker de Lumières Archiviato il 15 gennaio 2021 in Internet Archive. a Jeju, Bassins de Lumières a Bordeaux  e della Kunstkraftwerk di Lipsia. Con l'immersivo, nel 2020 intraprende un percorso autoriale ancora più preciso e sperimentale firmando con Massimiliano Siccardi (autore e regista) e Vittorio Guidotti (autore e art director) gli spettacoli Immersive Van Gogh e Route 66: The Trip che debuttano a Toronto all’1 Yonge Street e ottengono l’encomio da Ticketmaster come spettacoli più venduti nell’anno nonostante le difficoltà imposte dalla situazione pandemica dovuta al Covid.
Nel novembre 2016 inizia l’#HCSeries, una serie di house concert tenuti nel proprio appartamento aperto al pubblico una volta a settimana. L’idea nasce principalmente dalla volontà di far ascoltare la propria musica nell’esatto luogo dove viene composta ed è allo stesso tempo una denuncia alla precarietà della fruizione della musica live nella Capitale, che per mancanza di lucidità organizzativa, rinuncia ad una vasta fetta di nicchia trasversale che promuovo innovazione e nuove identità.

## Opere
La sua produzione discografica è pubblicata su Spotify, Apple Music, Youtube, Amazon e altre piattaforme digitali, mentre la distribuzione fisica, affidata al sito indipendente Bandcamp, è composta di soli supporti analogici. In questa, un linguaggio riconoscibile fonde pianoforte e sperimentazione musicale contemporanea riconosciuto sia in Italia che all'estero.

### Discografia
- 1996 – Te voglio Bene Assaje, Musica da Balletto creato per ed eseguito al Teatro San Carlo (Napoli) e al Teatro Alla Scala (Milano)
- 2005 – Extracts per Barmoon, Musica da Balletto creato per ed eseguito al Teatro San Carlo (Napoli)
- 2010 – 29|33, Album
- 2010 – Anbeta Toromani e José Perez in tour, Colonna sonora (DVD), Sony BMG
- 2011 – B612, Album
- 2012 – #ESPACE13, Album
- 2013 – P.eople., EP
- 2014 – Laura canta, Album
- 2016 – Random Days, EP
- 2016 – Solo Piano Works (Vol.1), Album
- 2017 – Plume Album, Album su vinile
- 2017 – Morning Melodies, Doppio album su cassetta
- 2017 – Residue, EP
- 2017 – 3 soundscapes in C, EP
- 2018 – Morceaux pour Piano, Album
- 2018 – Timeline, EP
- 2018 – Apparatus, Colonna sonora
- 2018 – Etude N.2, Colonna sonora
- 2018 – Spōre, EP
- 2018 – Habibi, EP
- 2018 – Pavel, Singolo
- 2018 – Warming Playing, EP
- 2018 – Évocation II, Colonna sonora
- 2018 – THE GARDEN, EP
- 2019 – Van Gogh – La nuit étoilée, Colonna sonora
- 2019 – NOVA, Singolo
- 2019 – White sky, Small Leaves, Blue hands, EP
- 2019 – 16B5, EP
- 2019 – The Yard Sale, Album
- 2020 – The Rome Session – Live at Monk, Album
- 2020 – Winter Tales, EP

### Altro
- 2006 – Nozioni di Teoria Musicale, Metrica e Analisi Formale per Tersicorei. Metodo, 34 pp.
- 2006 – Il Pianoforte e la danza contemporanea: dalla lezione al palcoscenico, verso un nuovo concetto di prassi esecutiva., Libro di testo, 63 pp.
- 2011 – Elementi di Restauro Digitale dell’Audio: innovazione per il recupero dei documenti audiovisuali degli archivi dei teatri di tradizione, Tesi di Dottorato di Ricerca -184 pp. PADIS
- 2012 – Musica & Architettura libro di testo, Autori Vari, ed. Nuova Cultura
- 2013 – Due Istanti Romanzo, 74 pp, Edizioni Gruppo Albatros